# Fresnes (Côte-d’Or)
Fresnes település Franciaországban, Côte-d’Or megyében. Lakosainak száma 154 fő (2022. január 1.). Fresnes Touillon, Seigny, Benoisey, Courcelles-lès-Montbard, Éringes, Fain-lès-Montbard és Lucenay-le-Duc községekkel határos.

## Népesség
A település népességének változása:
| Lakosok száma | 197  | 168  | 169  | 175  | 174  | 174  | 176  | 164  | 155  | 154  |
|               | 1962 | 1975 | 1990 | 2006 | 2011 | 2013 | 2016 | 2018 | 2020 | 2022 |